# Georges Lestien
Georges Eugène Lestien, né le 23 août 1880 à Cambrai et mort le 25 juin 1960 à Chambéry, est un général et historien français.

## Biographie
Il naît le 23 août 1880 à Cambrai. Il étudie à l'École spéciale militaire de Saint-Cyr de 1898 à 1900 (promotion Marchand). Il est sous-lieutenant au 33e régiment d'infanterie en 1903 et au 106e régiment d'infanterie en 1908. Il admis à l'école de guerre en 1910 et breveté en octobre 1912. 
Pendant la Première Guerre mondiale, il sert dans des états-majors. Il fait partie de l'état-major de la 1re armée en 1914. En 1916 il est officier à l'état-major du groupe d'armées de l'Est, et 1917, il sert comme officier de liaison au 3e bureau du quartier général des armées de l'est et du nord,. À l'automne 1917, il prend le commandement du 106e régiment d'infanterie puis est nommé chef d'état-major de la 35e division d'infanterie. Il prend rang de chevalier de la Légion d'honneur le 9 décembre 1916 avec la citation suivante :

« Officier d'état-major de valeur. A montré, dans les circonstances les plus difficiles, un entrain et un sang-froid remarquables. (A déjà été cité.) »

Pendant l'entre-deux-guerres, il est affecté de 1919 à 1923 à l'état-major du VIIe corps. Il enseigne pendant huit ans à l'école supérieure de guerre. En 1926, chef de bataillon et professeur, il est promu officier de la Légion d'honneur. En 1930, il est nommé au cabinet militaire du ministère de la défense. Il commande le 5e régiment d'infanterie de 1932 à 1934[réf. souhaitée]. Promu général en avril 1935 après une formation au Centre des hautes études militaires, il est nommé en février 1936 chef d'état-major de la 14e région militaire (Lyon). Il prend le commandement du secteur fortifié de la Savoie en décembre 1937. En septembre 1938, il est nommé général de division. 
En 1939-1940, il commande la 28e division d'infanterie alpine (28e DIA). Sous ses ordres, la division participe à la bataille de l'Ailette et à la bataille de l'Aisne au sein du XVIIe corps d'armée. Les unités de la division tienne jusqu'à ce que leur front soit percé le 6 juin. Le général Lestien ordonne alors un repli sur l'Aisne. Pendant son repli, la division est coupée en deux par la capture par les Allemands d'un pont à Missy-sur-Aisne. Le général décide de garder le commandement de la plus grosse partie de la division, située à l'est auprès VIIe corps d'armée, et laisse au colonel Conquet le commandement de la partie toujours rattachée au XVIIe corps. Le 9 juin au soir, le général Lestien commande une division vidée : l'infanterie rescapée a été placée sous les ordres de la 42e division d'infanterie, l'artillerie et le génie détachés à d'autres divisions et même les officiers de l'état-major divisionnaire sont envoyés gérer la destruction des ponts sur la Marne. La 28e DIA se reconstitue peu à peu avec le retour des soldats isolés et ensuite se replie en combattant dans le centre de la France. La 28e DIA est dissoute après l'armistice, le 3 juillet 1940.
Le général Lestien est placé en deuxième section le 25 août 1940. Il prend en 1942 la tête du Service historique de l'Armée. Il est correspondant officiel du Comité d'Histoire de la seconde guerre mondiale de 1945 à sa mort.

## Famille
Il se marie en 1912 avec Marie Garnier. Il est père de huit enfants dont le général Jacques Lestien, commandant du 7e bataillon de chasseurs alpins puis du 159e régiment d'infanterie alpine.

## Publications
- « L'action du général Foch à la bataille de la Marne », Revue d'histoire de la Guerre mondiale,‎ avril 1930[25],[26].
- « La Division de Savoie pendant la guerre 1939-1940 », Revue de Savoie,‎ 1942[4].
- La première guerre mondiale, coll. « Que sais-je ? » (no 326), 1949[27].
- « La Commission d'enquête parlementaire et les événements militaires du 10 mai au 11 juin 1940 », Revue d'histoire de la Deuxième Guerre mondiale, Presses universitaires de France, vol. 3e Année, nos 10/11 « La campagne de France (mai-juin 1940) »,‎ juin 1953, p. 184-191 (JSTOR 25731278).

## Distinctions
- Commandeur de la Légion d'honneur par décret du 25 juin 1941
  -  Officier de la Légion d'honneur par décret du 21 décembre 1926
  -  Chevalier de la Légion d'honneur par décret du 2 décembre 1916